# Zords in Power Rangers: Turbo
De Zords gebruikt in de serie Power Rangers: Turbo zijn allemaal gebaseerd op auto's en andere landvoertuigen.

## Turbozords
De Turbozords werden aan de Rangers gegeven door Zordon gedurende de film Turbo: A Power Rangers Movie, samen met hun nieuwe Turbo Ranger-krachten. Dit om een nieuw kwaad in de vorm van Divatox en de demonische Maligore te bevechten.
Na de film werden de Zords de gehele verdere serie gebruikt. In de voorlaatste aflevering werden ze echter onherstelbaar beschadigd door het Goldgoylemonster.
Red Lightning TurbozordEen raceauto bestuurd door de Rode Turbo Ranger (Tommy/T.J) – vormt het hoofd en bovenkant van de Torso.
Mountain Blaster TurbozordEen 4x4 pick-up bestuurd door de Blauwe Turbo Ranger (Justin) – vormt de onderkant van de torso, bovenkant van de benen en borstplaat.
Desert Thunder TurbozordEen multi-purpose vehicle bestuurd door de Groene Turbo Ranger (Adam/Carlos) – vormt het rechterbeen.
Dune Star TurbozordEen sports utility vehicle bestuurd door de Gele Turbo Ranger (Tanya/Ashley) – vormt het linkerbeen.
Wind Chaser TurbozordEen compact bestuurd door de Roze Turbo Ranger (Kat/Cassie) – splitst op en vormt de armen.

### Turbo Megazord
De vijf Turbozords konden zich samenvoegen tot de Turbo Megazord. Het primaire wapen van deze megazord was de Turbo Megazord Saber. De aanvalstactiek van de megazord stond bekend als de Turbo Megazord Spinout.

## Robo Racer
Toen de Blue Senturion naar de Aarde kwam om de Rangers te helpen, nam hij zijn eigen zord mee: de Robo Racer. Robo Racer heeft twee vormen: een enorme politieauto en een Megazordvorm. Robo Racer is voorzien van “politiewapens” zoals handboeien en een Synergizer Blaster. Toen Blue Senturion naar Eltar vertrok omdat die planeet werd aangevallen, nam hij Robo Racer mee. Het is niet bekend of hij de Zord nog heeft of dat deze werd vernietigd in de gevechten erna.

## Artillatron
De Phantom Ranger's persoonlijke Zord. Artillatron was de transportzord voor de Rescuezords. Artillatron had verschillende opslagruimtes voor de Zords. Verder kon hij zijn armkanonnen loskoppelen zodat de Rescue Megazord en Turbo Megazord deze als wapens konden gebruiken. Artillatron werd achtergelaten toen de Turbo Rangers de ruimte ingingen en is daarna vergeten.
In de serie werd Artillatron nooit bij naam genoemd. In de speelgoeduitgave had hij de naam Turbo Transport.

## Rescuezords
De Rescuezords waren de tweede vloot van vijf Zords, gegeven aan de Turbo Rangers door de Phantom Ranger toen hun oude Zords waren gestolen door Divatorx, en haar broer General Havoc. Deze Zords werden vervoerd door Artillatron, die de Rescue Megazord ook voorzag van zijn wapens. Elke Rescuezord kon veranderen van voertuig in een robotvorm bekend als High Stance Mode.
Lightning Fire Tamer Rescuezordeen brandweerwagen bestuurd door de Rode Turbo Ranger (T.J.). Kon krachtige waterstralen afvuren. In zijn robotvorm leek hij op een brandweerman. Vormde het hoofd, bovenkant van de torso en de borstplaat.
Siren Blaster RescuezordEen politieauto bestuurd door de Blauwe Turbo Ranger (Justin). De robotvorm leek op een politieagent. Vormde de onderkant van de Torso en bovenkant van de benen.
Thunder Loader RescuezordEen vrachtwagen bestuurd door de Groene Turbo Ranger (Carlos). Kon een lading ijzeren ballen loslaten. Robotvorm was een bouwvakker. Vormde het onderste rechterbeen.
Star Racer RescuezordEen raceauto/bulldozer bestuurd door de Gele Turbo Ranger (Ashley). De robotvorm is een autocoureur. Vormt het onderste linkerbeen.
Wind Rescue RescuezordEen ambulance bestuurd door de Roze Turbo Ranger (Cassie). De robotvorm was een dokter. Vormde de armen.

### Rescue Megazord
De Rescuezords konden combineren tot de Rescue Megazord. De voornaamste wapens van deze megazord waren Artillatrons kanonnen, die simpelweg Artillery Power werden genoemd. Een kanon was een enorme vlammenwerper, en de andere een gatling blaster. De Rescue Megazord werd zwaar beschadigd in het gevecht met het Goldgoylemonster. In een wanhoopspoging hem te verslaan liet T.J. de megazord zichzelf opblazen, maar tevergeefs.

### Rescue Turbo Megazord
Een zeldzame combinatie waarbij zowel Turbozords als Rescuezords betrokken waren. De Thunder Loader, Star Racer, en Wind Rescue Rescuezords konden zich samenvoegen met de Red Lightning en Mountain Blaster Turbozords om de Rescue Turbo Megazord te vormen. Deze combinatie had zowel het zwaard van de Turbo Megazords als Artillatrons kanonnen als wapens.